# Marisa Mazari Hiriart
Marisa Mazari Hiriart (Boston, Massachusetts, 27 de marzo de 1957) es una bióloga mexicana especialista en el monitoreo de sistemas socioambientales, en el uso y conservación de ecosistemas acuáticos. Fue la primera coordinadora del Posgrado en Ciencias de la Sostenibilidad de la Universidad Nacional Autónoma de México durante el periodo 2015 – 2019, con el objetivo de formar profesionales que contribuyan a los estudios y desarrollo de la sostenibilidad en México.

## Biografía
Nació en Estados Unidos y nacionalizada mexicana. Estudió biología en la Facultad de Ciencias de la UNAM, obteniendo el grado en 1981. Posteriormente realizó una Maestría en Ciencias con enfoque en biología en la Facultad de Ciencias de la UNAM en 1984 y una Maestría en Ciencias en Hidrobiología Aplicada en la Universidad de Gales de Reino Unido en 1986. De 1987 a 1992 realizó sus estudios de doctorado en Ciencias Ambientales e Ingeniería en la Universidad de California Los Ángeles, Estados Unidos.
Es Investigadora Titular C en el Laboratorio Nacional de Ciencias de la Sostenibilidad (LANCIS) del Instituto de Ecología en la UNAM. Pertenece al Sistema Nacional de Investigadores nivel 3. Como docente ejerce dentro del Posgrado en Ciencias de la Sostenibilidad de la UNAM. En el ciclo de 2018 a 2020 impartió  los cursos de Principios de sostenibilidad, Herramientas para la investigación transdisciplinaria, Urban wetlands as socio-ecological systems. En ese mismo ciclo impartió un taller de evaluación ambiental de sistemas acuáticos en la zona centro y pacífico de México para alumnos de nivel licenciatura de la Facultad de Ciencias de la UNAM.
A lo largo de su trayectoria ha estado al frente de los Departamentos de Ecología de la Biodiversidad, del LANCIS y del Instituto de Ecología de la UNAM. Además colaboró en la construcción e implementación de LANCIS y del Posgrado en Ciencias de la Sostenibilidad.

## Líneas de Investigación
Como investigadora está involucrada en proyectos interdisciplinarios orientados a la aplicación de los Objetivos del Desarrollo Sostenible. Estos se relacionan con agua limpia y saneamiento, así como salud y bienestar para la reducción de desigualdades y pobreza en zonas periurbanas y rurales en México. También coordinó el capítulo Problemática y política del agua de la Agenda Ambiental 2018.
Sus principales líneas de investigación involucran los usos sostenibles del agua en socioecosistemas urbanos y rurales en México. Además de la evaluación de condiciones ambientales en sistemas acuáticos superficiales y subterráneos en México, enfocándose en la calidad del agua y salud ambiental. También realiza análisis de potenciales fuentes de contaminación, las cuales pueden representar un riesgo para el ambiente y la salud pública.

### Proyectos científicos
Ha trabajado en más de 60 proyectos de investigación en el área ambiental y en ciencia básica, colaborando con múltiples ocasiones con entidades gubernamentales locales y federales.
De 2018 a 2020 trabajó en le proyecto titulado Vulnerabilidad socio-ambiental de Río Grande - Lagos de Montebello en el estado de Chiapas. De 2019 a 2020 colaboró en el proyecto de nombre Foregrounding partnership development in the generation of sustainability solutions; este proyecto se realizó en colaboración con la Secretaría de Gestión Integral de Riesgos y Protección Civil de la Ciudad de México. A partir de 2020 trabaja en el proyecto Crisis Ambiental en México en alianza con la Facultad de Ciencias Políticas y Sociales y el Instituto de Ecología de la UNAM. Ese mismo año obtuvo financiamiento por parte de la Fundación Gonzalo Río Arronte para trabajar en el proyecto titulado Fortalecimiento de capacidades para el manejo sostenible del agua en comunidades de la Cuenca Del Río Grande de Comitán - Lagos de Montebello en Chiapas.

## Publicaciones
Ha publicado más de 58 artículos científicos, 3 libros, 39 capítulos de libro y varios artículos de divulgación científica entre los que destacan:

### Artículos científicos
- Ezcurra, E., M. Mazari-Hiriart, I. Pisanty, A.G. Aguilar, 1999. The Basin of Mexico: Critical Environmental Issues and Sustainability. Clark University-United Nations. ISBN 92-808-1021-9. Traducido y actualizado: Ezcurra, E., M., Mazari-Hiriart, I., Pisanty, A.G. Aguilar, 2006. La Cuenca de México. Aspectos ambientales y sustentabilidad. Fondo de Cultura Económica - Universidad Nacional Autónoma de México. México, D.F.: 286 pp. ISBN 968-16-7558-4.
- Tellman, B., Bausch, J.C., Eakin, H., Anderies, J.M., Mazari-Hiriart, M., Manuel-Navarrete, D., Redman, C.L. 2018. Adaptive pathways and coupled infrastructure: seven centuries of adaptation to water risk and the production of vulnerability in Mexico City. Ecology and Society 23(1):1. https://doi.org/10.5751/ES-09712-230101.
- Contreras, J.D., Meza, R., Siebe, C., Rodríguez-Dozal, S., López-Vidal, Y., Castillo-Rojas, G., Amieva, R.I., Solano-Gálvez, S.G., Mazari-Hiriart, M., Silva-Magaña, M.A., Vázquez-Salvador, N., Rosas Pérez, I., Martínez Romero, L., Salinas Cortez, E., Riojas-Rodríguez, H., Eisenberg, J.N.S. 2017. Health risks from exposure to untreated wastewater used for irrigation in the Mezquital Valley, Mexico: A 25-year update. Water Research 123: 834-850. http://dx.doi.org/10.1016/j.watres.2017.06.058. WOS: 000410010500079. ISSN: 0043-1354.
- Eakin, H., Bojórquez-Tapia, L.A., Janssen, M.A., Georgescu, M., Manuel-Navarrete, D., Vivoni, E.R., Escalante, A.E., Baeza-Castro, A., Mazari-Hiriart, M., Lerner, A.M. 2017. Urban resilience efforts must consider social and political forces. Opinion. Proceedings of the National Academy of Sciences 114(2): 186-189. DOI: 10.1073/pnas.1620081114. WOS:000391439300022. ISSN: 0027-8424.
- Charli-Joseph, L., Escalante, A.E., Eakin, H., Solares, M.J., Mazari-Hiriart, M., Nation, M., Gómez-Priego, P., Domínguez, C.A., Bojórquez-Tapia, L. 2016. Collaborative framework for designing a sustainability science program: lessons learned at the National Autonomous University of Mexico. International Journal of Sustainability in Education 17(3): 1-29. doi/pdfplus/10.1108/IJSHE-09-2014-0125.

### Artículos de divulgación científica
- Marisa Mazari. (2003). El agua como recurso. Revista ¿Cómo ves?, UNAM.
- Marisa Mazari Hiriart (2020) Ecosistemas y salud humana. Ecosistemas y bienestar, Sociedad Científica Mexicana de Ecología.

## Premios y reconocimientos
Es reconocida por su experiencia en el manejo de agua y su calidad en la Cuenca de México con un enfoque de sostenibilidad de este socioecosistema con una gran concentración poblacional. Este trabajo la convirtieron en acreedora de los siguientes premios y reconocimientos.
- Marzo de 2008: Reconocimiento Sor Juana Inés de la Cruz

- 2013:  Aldo Leopold Fellow. Leopold Leadership Program. Stanford Woods Institute for the Environment, Universidad de Stanford